# 제이슨 윈스턴 조지
제이슨 윈스턴 조지(Jason Winston George, 1972년 2월 9일 ~ )는 미국의 배우이다.